# Lotus Symphony
Lotus Symphony是IBM以OpenOffice.org為基礎開發的辦公室軟體，是一個跨平台的免費軟體，支援开放文档格式（ODF），同时也兼容Microsoft Office的檔案格式。

## 特色
Lotus Symphony集合了以下的套件。
- Lotus Symphony Documents（文字处理器）
- Lotus Symphony Spreadsheets（电子试算表）
- Lotus Symphony Presentations（簡報）

Lotus Symphony除了可以執行开放文档格式（ODF）與Microsoft Office的檔案格式，也可輸出為PDF文件或匯入Microsoft的Office Open XML（OOXML）檔案。從Lotus Symphony 3開始不再支持IBM過去開發的辦公室軟體Lotus SmartSuite的文檔格式。
Lotus Symphony 3基於IBM Lotus Expeditor並使用OpenOffice.org 3作為核心。OpenOffice.org 3以GNU宽通用公共许可证（LGPL）發佈，只使用核心的Lotus Symphony因此可以不必開放原始碼。

## 歷史
2008年5月30日Lotus Symphony 1.0發佈並可免費下載使用。
2010年Lotus Symphony 3發佈，改進了用户界面，支援VBA、OLE與ODF 1.2等功能。
IBM宣布他們將把Lotus Symphony捐贈給Apache软件基金会。
2012年1月18日IBM發佈了Lotus Symphony的最後一個版本3.0.1版。。
2012年5月16日IBM宣布簽署了把Lotus Symphony捐贈給Apache軟體基金會的正式文件

，不久後併入Apache OpenOffice項目。

## 版本發佈紀錄
| 版本     | 發佈日期       |
| -------- | -------------- |
| Bata 1   | 2007年9月18日  |
| Bata 2   | 2007年11月5日  |
| Beta 4   | 2007年12月17日 |
| Bata 2   | 2008年1月1日   |
| 1.0      | 2008年5月30日  |
| 1.1      | 2008年8月29日  |
| 1.2      | 2008年11月4日  |
| 1.3      | 2009年6月10日  |
| 3 Bata   | 2010年2月4日   |
| 3 Bata 2 | 2010年2月4日   |
| 3 Bata 3 | 2010年6月7日   |
| 3 Bata 4 | 2011年8月26日  |
| 3.0      | 2011年10月21日 |
| 3.0.1    | 2012年1月18日  |